# کوپیک
کوپیک (انگلیسی: Copic) شرکت نوشت‌افزار ژاپنی است، که در سال ۱۹۸۷ تأسیس شد.